# Казарман
Казарман (кирг. Казарман) — посёлок городского типа, центр Тогуз-Тороузского района Джалал-Абадской области, расположенное на реке Нарын.
Село является местом посещения для экспедиции петроглифов Саймалуу Таш, место, которое из себя представляет скопления наскальных изображений, выбитых на глыбах песчаника возраст рассчитывается примерно 4000 лет .

## Аэропорт
Есть аэропорт введеный в эксплуатацию в 1974 году. В 2018 году отремонтировано здание аэропорта. В 2022—2023 годах проводилось восстановление асфальтобетонного покрытия, взлетно-посадочной полосы, рулежной дорожки и мест стоянки аэродрома.

## Известные жители и уроженцы
- Исаков Мамбетказы Исакович (1944-1991) родился в 8 января 1944 г.  — киргизский общественный деятель, преподаватель. Родился в Казармане.